# Hexagrama unicursal

Hexagrama unicursal.

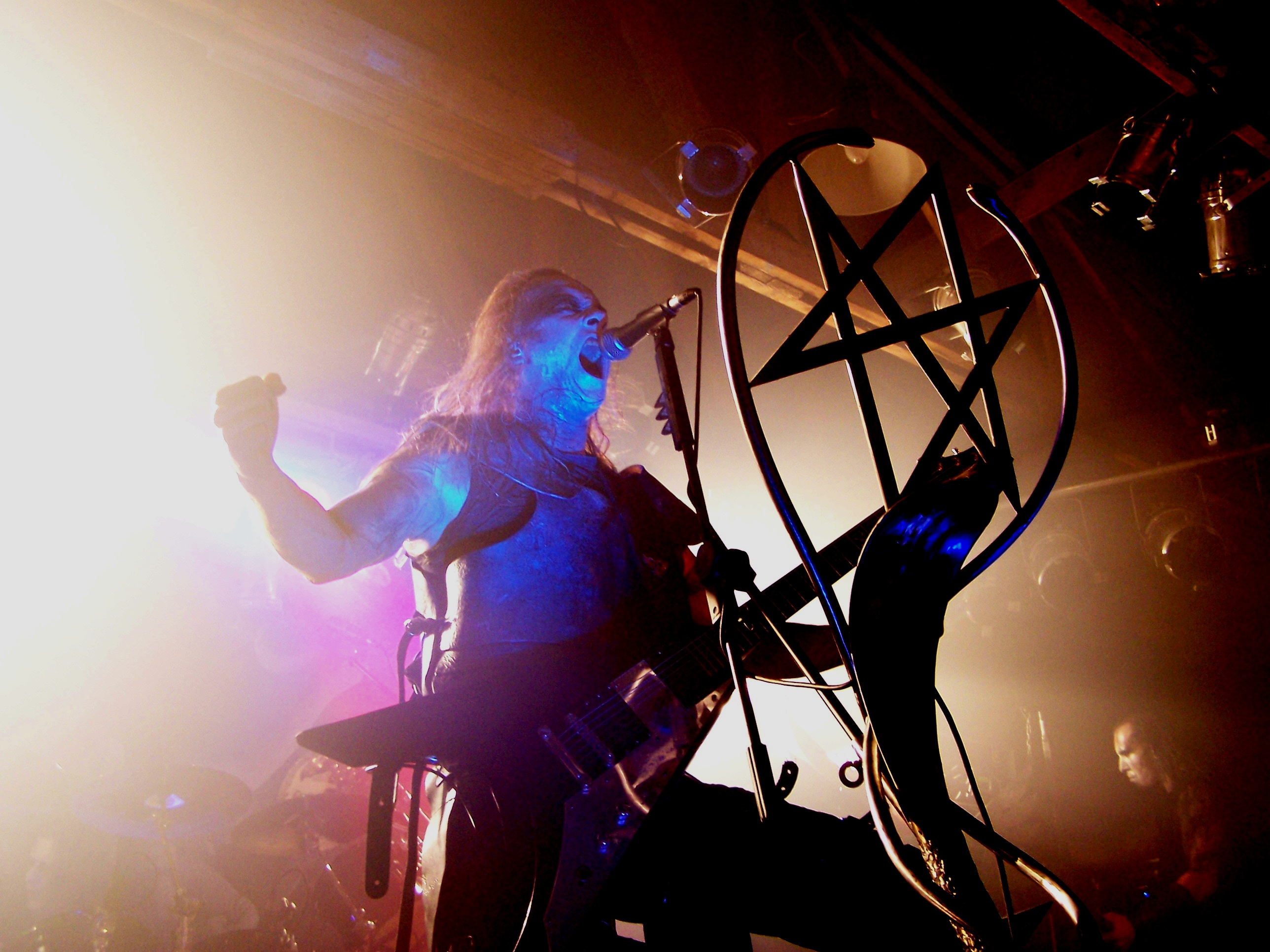
Concierto de Behemoth.

## Historia
El hexagrama unicursal es un símbolo de carácter esotérico-ocultista usado por Aleister Crowley al adaptar el Hexagrama geométrico clásico. Dicha adaptación modifica notablemente la forma del hexagrama, haciéndolo un tanto irregular, con unas puntas más grandes que las otras. Este dibujo sale del hecho que para dibujarlo no se hace la clásica inversión de los dos triángulos, sino que se dibuja unicursalmente, sin levantar el lápiz del papel.
Es descrito como la Estrella Mágica de Salomón diferente a la estrella de David. La tribu de Salomón o los masones, utilizaban un símbolo similar representado por la Regla y el Compás. La estrella de Salomón es una estrella introvertida que simboliza la unión completa con la divinidad ("como es arriba es abajo"), igualmente la unión del hombre y la mujer y la reconciliación de los opuestos. El símbolo completo lleva una flor en el centro y como un todo hace once: cinco pétalos de flor y seis vértices del hexagrama. El número once representa el número de la unión divina. Los thelemitas visten el hexagrama unicursal como identificación y reconocimiento. [cita requerida]

Un hexagrama unicursal modificado es un símbolo importante en Thelema.

## Usos
- Este símbolo fue diseñado para simbolizar la corriente ocultista creada por el propio Aleister Crowley nombrada Thelema, que tiene como máxima haz tu voluntad.

- El hexagrama unicursal fue parte del símbolo llamado “El Sello de Orichalcos”, que fue prominente en el arco argumental “Despertar de los Dragones” del anime Yu-Gi-Oh!. Uno de sus usuarios era el personaje antagonista llamado Aleister, en honor al diseñador del símbolo. Tanto Aleister Crowley como el hexagrama unicursal volvieron a ser referenciados en el arquetipo conocido como "Shōkanjū" (aún sin nombre oficial fuera de Japón) en el OCG.

- Un hexagrama unicursal aparece recurrentemente en la serie de televisión “Supernatural” como un símbolo para apartar entidades malignas. Fue también protagonista en la temporada 8, episodio “Como el tiempo va” como el símbolo representativo de la organización secreta llamada “Hombres de Letras”.

- En la duodécima serie de cómics “Siempre Vengadores”, el Cristal de Siempre, un artefacto que podía alterar la realidad a través del tiempo, aparece en forma de un hexagrama unicursal.

- El símbolo ha sido usado como logotipo por la banda de rock LunAzuL desde el 2007, solo que a este le añadieron una media luna que se une desde la parte superior a la inferior y el Hexagrama sustituye a la letra "A" uniendo las dos palabras.

- Este símbolo es usado también por la banda de death metal Behemoth, que tienen un álbum llamado Thelema.6, también dedicado a la corriente creada por Aleister. En la foto se puede apreciar un escenario presidido por su símbolo.
- También la banda Bring Me the Horizon, en 2014, usó ese símbolo en el sencillo "Antivist", como una bandera en representación a Thelema y su identidad de "haz lo que quieras".

- La banda de hard rock finlandesa Santa Cruz utiliza una variación de este símbolo (agregando un trébol de cinco hojas), junto a otros, en la portada del disco homónimo del 2015.